# 3845 Neyachenko
3845 Neyachenko este un asteroid din centura principală, descoperit pe 22 septembrie 1979 de Nikolai Cernîh.